# Gerhard Bohner
Gerhard Bohner (* 19. Juni 1936 in Karlsruhe; † 13. Juli 1992 in Berlin) war ein deutscher Tänzer und Choreograf, der als einer der Pioniere des deutschen Tanztheaters gilt.

## Leben und Wirken

### Frühe Jahre
Gerhard Bohner wurde in Karlsruhe als Tänzer ausgebildet. Er arbeitete in Mannheim und Frankfurt und kam 1961 an die Deutsche Oper in Berlin, die dem klassischen Tanz verpflichtet war. 1964 begann er mit der Entwicklung eines eigenen choreographischen Stils, wobei er konsequent neue Musik für seine Werke bevorzugte. 1969 belegte Bohner beim choreografischen Wettbewerb der Kölner Sommertanz-Akademie den 2. Platz mit den Werken Frustration – Aggression und Spannen – Abschlaffen, die frustrierte Paarbeziehung zum Thema haben. Die Begegnung des Menschen mit dem Tod sowie Zwang und Disziplinierung bis hin zu Folter sind Themen, die ihn in seiner künstlerischen Laufbahn immer wieder beschäftigen werden.
Ab 1970 choreografierte er für verschiedene Auftraggeber. Carmina Burana und Catulli Carmina für die Kölner Bühnen entstanden 1970, Die Folterungen der Beatrice Cenci und Und so weiter für die Berliner Akademie der Künste, Malade imaginaire für das Folkwang-Tanzstudio und Machen = Opfern mit Tänzern der Hamburgischen Staatsoper 1971.
Die Folterungen der Beatrice Cenci mit dem Einsatz klassischer Tanztechniken wurde Bohners erfolgreichstes Stück. Es folgte Lilith (1972), das Adams erster Frau (nach dem Talmud) gewidmet ist, wie dieser aus Erde gemacht und später dämonisiert, weil sie sich nicht unterordnet. Für Bohner ist sie „Verkörperung einer Freiheitsidee“, die er in eine bürgerliche Familie eindringen lässt.

### Tanztheater in Darmstadt
Lilith erarbeitete Bohner 1972 mit Tänzern des Staatstheaters Darmstadt. In Anlehnung an das amerikanische „dance theater“ entstand hier der neue Begriff „Tanztheater“. Die erste Produktion der Darmstädter Kompanie wurde vom Choreografen und seinem Ensemble als Experiment verstanden. Unter dem Thema „Mitbestimmung“ wurde an einem Abend versucht, das Publikum an der Entstehung einer Choreographie zu beteiligen, um so den Probenprozess transparent zu machen und das Ballett zu „entzaubern“. Auch die Grenzen dieses Verfahrens werden dabei deutlich. Machtstrukturen und Unterordnung waren für Bohner über Jahre  ein Thema seiner  künstlerischen Arbeit.
1973/74 brachte Bohner Variationen über ein Thema von heute heraus, das sich mit dem Abstreifen der neoromantischen Tanztradition befasst. Die Beschäftigung mit Oskar Schlemmer und einer Neufassung seiner Bauhaustänze folgte. Bohner verließ Darmstadt nach der Spielzeit 1974/75 resigniert und aufgerieben von Auseinandersetzungen und mangelnder Akzeptanz nach den Premieren von La Création du monde und Der wunderbare Mandarin.
Drei Jahre lang arbeitete Gerhard Bohner als freischaffender Choreograf. Für das Nederlands Dans Theater schuf er Unterwegs und nahm die Einladung von Pina Bausch an, für Café Müller mitzugestalten. 1977 beauftragte ihn die Akademie der Künste in West-Berlin mit der Neufassung des Triadischen Balletts von Oskar Schlemmer, Hötzel und Burger mit sämtlichen 18+1 aus der Urfassung von 1922 bekannten Kostümen, die er in Zusammenarbeit mit Ulrike Dietrich möglichst originalgetreu rekonstruierte. Dieser von Harald Szeemann zur Eröffnung der Ausstellung „Der Hang zum Gesamtkunstwerk“ 1983 auch in Zürich gezeigte Tanz der abstrakten Figur geriet in der neuen Musik von Hans-Joachim Hespos bis zum Jahre 1989 in 85 Gastspielen schließlich zum Welterfolg. Das Bayerische Junior Ballett München unter Ivan Liška und Colleen Scott übernahm die international anerkannte Rekonstruktion und begeisterte ab 2014 in zahlreichen Gastspielen mehr als 50.000 Zuschauer.

### Tanztheater in Bremen
1978 wurde er von Generalintendant Arno Wüstenhöfer ans Bremer Tanztheater geholt, das er gemeinsam mit Reinhild Hoffmann leiten sollte. In dieser Zeit entstanden drei Choreografien: Die Dinge in meiner Hand, Zwei Giraffen tanzen Tango und Bilder einer Ausstellung. Nach drei Jahren wurde Bohners Vertrag nicht verlängert und er verließ 1981 die Bremer Bühne.

### Tätigkeit als freier Choreograf
Als nun freier Choreograf entwickelte Gerhard Bohner eine Reihe von herausragenden Soloarbeiten. 1983 tanzte er mit einer selbst entworfenen abstrakten Gliederpuppe in Schwarz Weiß Zeigen auf der Studiobühne der Akademie der Künste in West-Berlin. Diese von ihm als „Übungen für einen Choreografen“ bezeichnete geometrische Körperarbeit sollte auch nach seinem Tode in der Wiederaufnahme durch den kongenialen Tänzer und Choreographen Cesc Gelabert als beispielhaftes Meisterwerk nachwirken können. Bohner wurde von alten Weggefährten an deren Theater geladen, für Patrick Steckel inszenierte er eine große Szene von Heiner Müllers Germania Tod in Berlin und choreografierte im Auftrag des Berliner Hebbel-Theaters Angst und Geometrie.

### Tod und Grabstätte
Gerhard Bohner starb 1992 im Alter von 56 Jahren in Berlin. Sein Grab befindet sich auf dem Friedhof Heerstraße in Berlin-Westend (Feld 4-A-20).

## Auszeichnungen
- 1972: Deutscher Kritikerpreis
- 1992: Deutscher Kritikerpreis